# Wales (Massachusetts)
Wales es un pueblo ubicado en el condado de Hampden en el estado estadounidense de Massachusetts. En el Censo de 2010 tenía una población de 1.838 habitantes y una densidad poblacional de 44,46 personas por km².

## Geografía
Wales se encuentra ubicado en las coordenadas 42°3′41″N 72°14′4″O / 42.06139, -72.23444. Según la Oficina del Censo de los Estados Unidos, Wales tiene una superficie total de 41.34 km², de la cual 40.74 km² corresponden a tierra firme y (1.45%) 0.6 km² es agua.

## Demografía
Según el censo de 2010, había 1.838 personas residiendo en Wales. La densidad de población era de 44,46 hab./km². De los 1.838 habitantes, Wales estaba compuesto por el 96.74% blancos, el 0.92% eran afroamericanos, el 0.22% eran amerindios, el 0.16% eran asiáticos, el 0% eran isleños del Pacífico, el 0.44% eran de otras razas y el 1.52% pertenecían a dos o más razas. Del total de la población el 1.58% eran hispanos o latinos de cualquier raza.